# Télesphore Saint-Pierre
Télesphore Saint-Pierre, né le 10 juillet 1869 à Lavaltrie, au Québec et mort le 25 octobre 1912 à Saint-Boniface, au Manitoba, était un journaliste, écrivain et éditeur. Il a eu trois enfants avec sa femme Stéphanie Guérin et a été rédacteur à La Patrie, La Minerve, Le Canada, au Soir, à The Gazette et au Montreal Daily Herald.

## Biographie
Fils de Jean-Baptiste Saint-Pierre et d'Azilda Lapierre, il quitta son Québec natal en 1878 pour s'installer, avec sa famille, à Détroit. Après un an à l'école anglais, il devient apprenti typographe au service de l'imprimerie Rousseau et Fils de Detroit.

## Œuvres
- Theory and facts : a complete review of the development of Canada under protection, brochure, Montréal, 1894
- Histoire du commerce canadien-français de Montréal, 1535–1893, livre commandé par la Chambre de commerce du district de Montréal, 1894[2]
- Histoire des Canadiens du Michigan et du comté d'Essex, Ontario, 1895[3], réédité aux Éditions du Septentrion en 2000[4]
- Les Canadiens des États-Unis : ce qu'on perd à émigrer, Montréal : imprimé par la Compagnie d'imprimerie "La Gazette", 1893, 16 p[5].
- The Americans and Canada in 1837-38 : authentic documents, Montreal, A.P. Pigeon, printer, 1897, 58 p.
- Nous sommes trois millions, in La Revue populaire magazine littéraire illustré, mensuel, Montréal, vol. 2, no 6 (juin 1909), p. 79
- Notes sur le Canada : Dédiées aux Canadiens de Détroit, par Un des Leurs, Ludington, Revue Canadienne de l'Ouest, 1884, 127 p.